# Dollar de Sarawak
Le dollar de Sarawak était la monnaie du Royaume de Sarawak puis de la colonie de Sarawak de 1858 à 1953. Le dollar a été fixé à parité avec le dollar des Établissements des détroits et les monnaies qui l'ont remplacé comme le dollar malais. Le dollar du Sarawak est supplanté en même temps que le dollar malais en 1953 par la création du dollar de la Malaisie et du Bornéo britannique. 
La monnaie a été remplacée durant l'occupation japonaise de Bornéo entre 1941 et 1945 par la monnaie d'invasion japonaise. Tous les monnaies émises durant cette période furent déclarées nulles à la fin de la Seconde Guerre mondiale. 

## Pièces

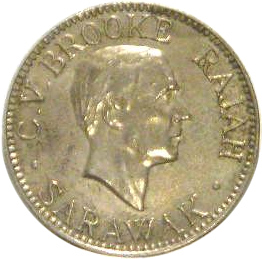
Une pièce de 10 centimes de dollar de Sarawak émise en 1920 avec le profil de Charles Vyner Brooke.

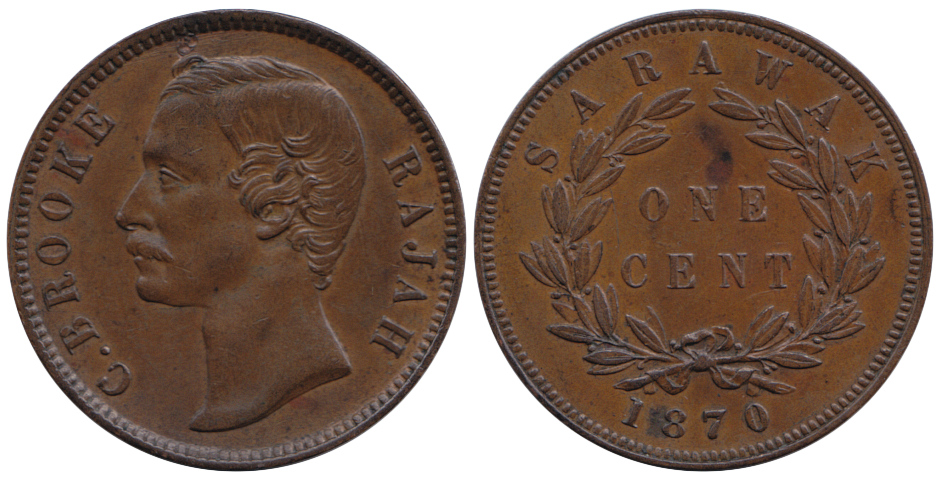
Une pièce de 1 centim de dollar de Sarawak émise en 1870 avec le profil de Charles Anthony Johnson Brooke.

Sur toutes les pièces de dollar de Sarawak figurent le portrait et le nom de l'un des trois Rajahs blancs, dynastie qui a dirigé le pays de 1841 à 1946. Tout au long de l'histoire du dollar de Sarawak, les pièces ont été frappées avec les valeurs de 1⁄4 de centime, 1⁄2 centime, 1 centime, 5 centimes, 10 centimes, 20 centimes et 50 centimes. La pièce d'1⁄4 de centime, en cuivre, n'est plus émise à partir de 1896. Celle d'1⁄2 centime est abandonnée à partir de 1933. 

## Billets de banque
La première série de billets de banque en dollar du Sarawak a été émise par le trésor public du pays. Il s'agissait de billets estampillés à la main et très peu qualitatifs. Toutes les séries suivantes ont été émises par le gouvernement du Sarawak, à l'exception des billets de 10 et 25 centimes émis en 1919 (de nouveau par le Trésor). Tout au long de l'histoire de la monnaie, les billets ont eu des valeurs de 5 centimes, 10 centimes, 20 centimes, 25 centimes, 50 centimes, 1 $, 5 $, 10 $, 25 $, 50 $ et 100 $.